# Oligonychus pruni
Oligonychus pruni är en spindeldjursart som beskrevs av P. Mitrofanov och Zapletina 1973. Oligonychus pruni ingår i släktet Oligonychus och familjen Tetranychidae. Inga underarter finns listade i Catalogue of Life.